# Блок, Давид Семёнович
Давид Семёнович Блок (1888—1948) — советский композитор, звукорежиссёр и дирижёр.
Организатор (1941) и первый руководитель Государственного оркестра Министерства кинематографии СССР. Заслуженный деятель искусств Таджикской ССР (1940).

## Биография
Творческую карьеру начал в 1905 году как дирижёр оркестра, сопровождавшего немое кино. Учился в Ростовской консерватории (1913—1918).
В период немого кино руководил оркестрами в крупных кинотеатрах, озвучивая немые фильмы и сочиняя музыку к ним. С 1930 года начал работать в звуковом кино (в 1931—1947 годах — звукооформитель и звукорежиссёр). С 1938 года также дирижёр киностудии Союздетфильм, в 1948 году — Мосфильм. Дирижировал премьерой Второй сюиты С. С. Прокофьева из балета «Ромео и Джульетта».
Давид Блок написал и обработал музыку более чем к 200 фильмам. Был членом Еврейского антифашистского комитета.
Похоронен на Востряковском кладбище

## Семья
- Жена — Сарра Исаевна Блок (Городецкая).[2]
- Внук — Михаил Юровский, а также правнуки (Владимир и Дмитрий) — дирижёры. Правнучка Мария Дрибински (Юровская) — пианистка и педагог. Зять Владимир Михайлович Юровский — композитор.[3]
- Братья — скрипач Павел Семёнович Блок (1905—1941)[4] и виолончелист Московского академического театра имени К. С Станиславского и Вл. И. Немировича-Данченко Конон Семёнович Блок. Племянник — народный артист Российской Федерации, пианист и музыкальный педагог Леонид Кононович Блок.

## Награды
- орден Трудового Красного Знамени (14.04.1944).
- заслуженный деятель искусств Таджикской ССР (1940).

## Сочинения
- Episode dramatique: Трио для скрипки, виолончели и фортепиано. М., 1925.
- Киномузыка. № 1: Альбом для фортепиано. М.: Теа-кино-печать, 1928.
- Киномузыка. № 2: Альбом для фортепиано. М.: Теа-кино-печать, 1928.
- Киномузыка. № 3: Альбом для фортепиано. М.: Теа-кино-печать, 1928.
- Киномузыка. № 4: Альбом для фортепиано. М.: Теа-кино-печать, 1928.
- Киномузыка. № 5: Альбом для фортепиано. М.: Теа-кино-печать, 1928.
- Киноиллюстрации. № 1.: Альбом для фортепиано. М.: Государственное издательство «Музыкальный сектор», 1928.
- Д. Блок, С. А. Богуславский. Музыкальное сопровождение в кино, М.— Л., 1929.
- Здравствуй, юность! Из фильма «О странностях любви». Комсомольская: Для пения с фортепиано. М.: Государственное музыкальное издательство, 1935.
- Партизанская: Из фильма «Я вернусь» (Туркменкино). Для голоса с фортепиано. Слова Михаила Светлова. М.: Кинофотоиздат, 1936.
- Папанинцы: Походный марш. Для духового оркестра. М.: Искусство, 1938.
- Встречный марш: Для духового оркестра. М.: Искусство, 1938.

## Фильмография
- 1926 — Мать, композитор
- 1928 — Пленники моря, композитор
- 1932 — Горизонт, композитор
- 1935 — Любовь и ненависть, звукорежиссёр; Я вернусь, композитор
- 1936 — Бесприданница, композитор; О странностях любви, композитор
- 1939 — Воздушная почта, композитор; Молодые капитаны, композитор; Варя-капитан, композитор
- 1940 — Личное дело, композитор; Яков Свердлов, композитор
- 1941 — Гибель Орла, композитор; Случай в вулкане, композитор; В тылу врага, композитор; Валерий Чкалов, дирижёр
- 1944 — Однажды ночью, композитор
- 1947 — Страна родная, композитор
- 1948 — Днепрогэс, композитор; Молодость нашей страны, композитор